# Padaria

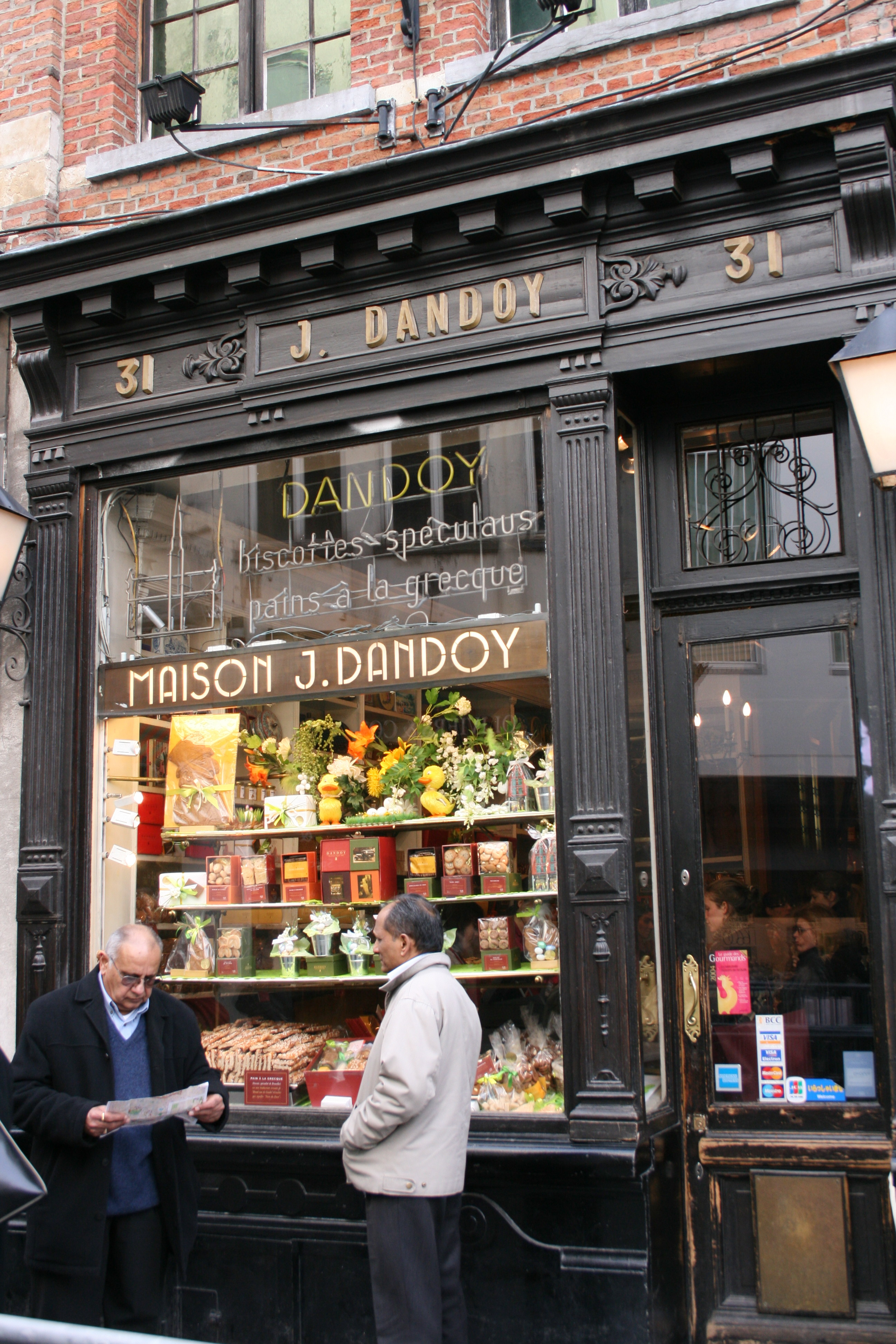
Padaria em Bruxelas (Bélgica)

Padaria ou panificadora é um estabelecimento que produz e vende alimentos à base de farinha assados no forno, como pães, biscoitos, bolos, rosquinhas, bagels, pastéis e tortas. Algumas padarias de varejo também são categorizadas como cafés, servindo café e chá para clientes que desejam consumir os produtos de panificação no local. Itens de confeitaria também são feitos na maioria das padarias em todo o mundo.

## História

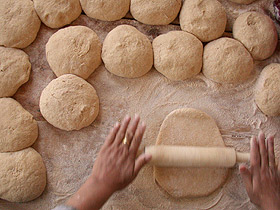
Massa de pão sendo amassada manualmente

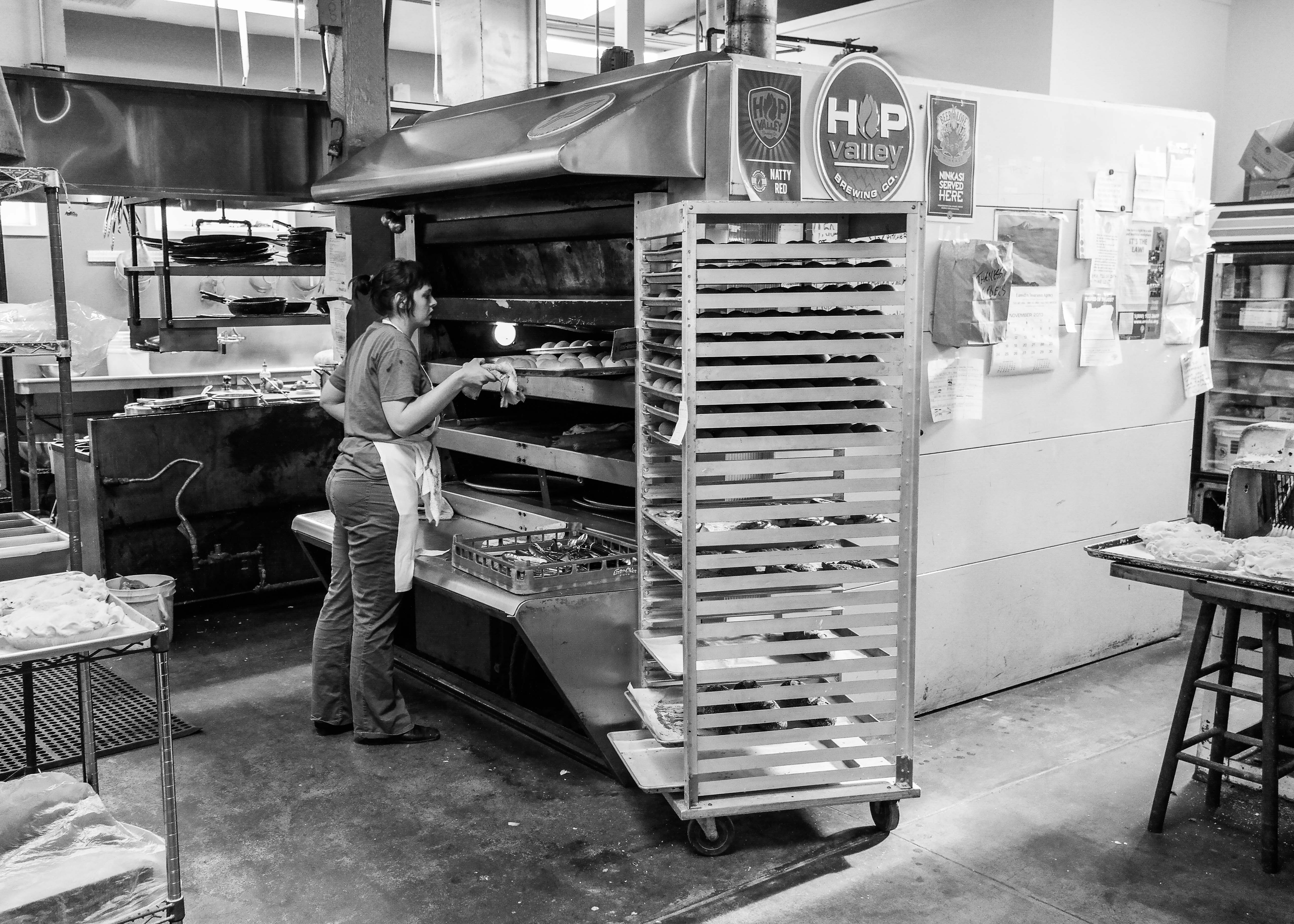
Uma padaria dentro da antiga Burton's Saw Factory na área comercial histórica de Eugene Blair Boulevard

A arte da panificação foi desenvolvida no início do Império Romano. Era uma arte altamente famosa como os cidadãos romanos amavam assados e exigiam por eles frequentemente para ocasiões importantes como festas e casamentos etc. Devido à fama e desejo que a arte de assar recebeu, por volta de 300 a.C., a panificação foi introduzida como uma ocupação e profissão respeitável para os romanos. Os padeiros começaram a preparar pão em casa em um forno, usando moinhos para moer grãos na farinha para seus pães. A demanda que se aproximava por assados vigorosamente continuou e a primeira guilda de padeiros foi estabelecida em 168 a.C., em Roma. Este apelo drástico para produtos de panificação promoveu o cozimento em toda a Europa e se expandiu para as partes orientais da Ásia. Os padeiros começaram a fazer pães e produtos em casa e vendê-los nas ruas.

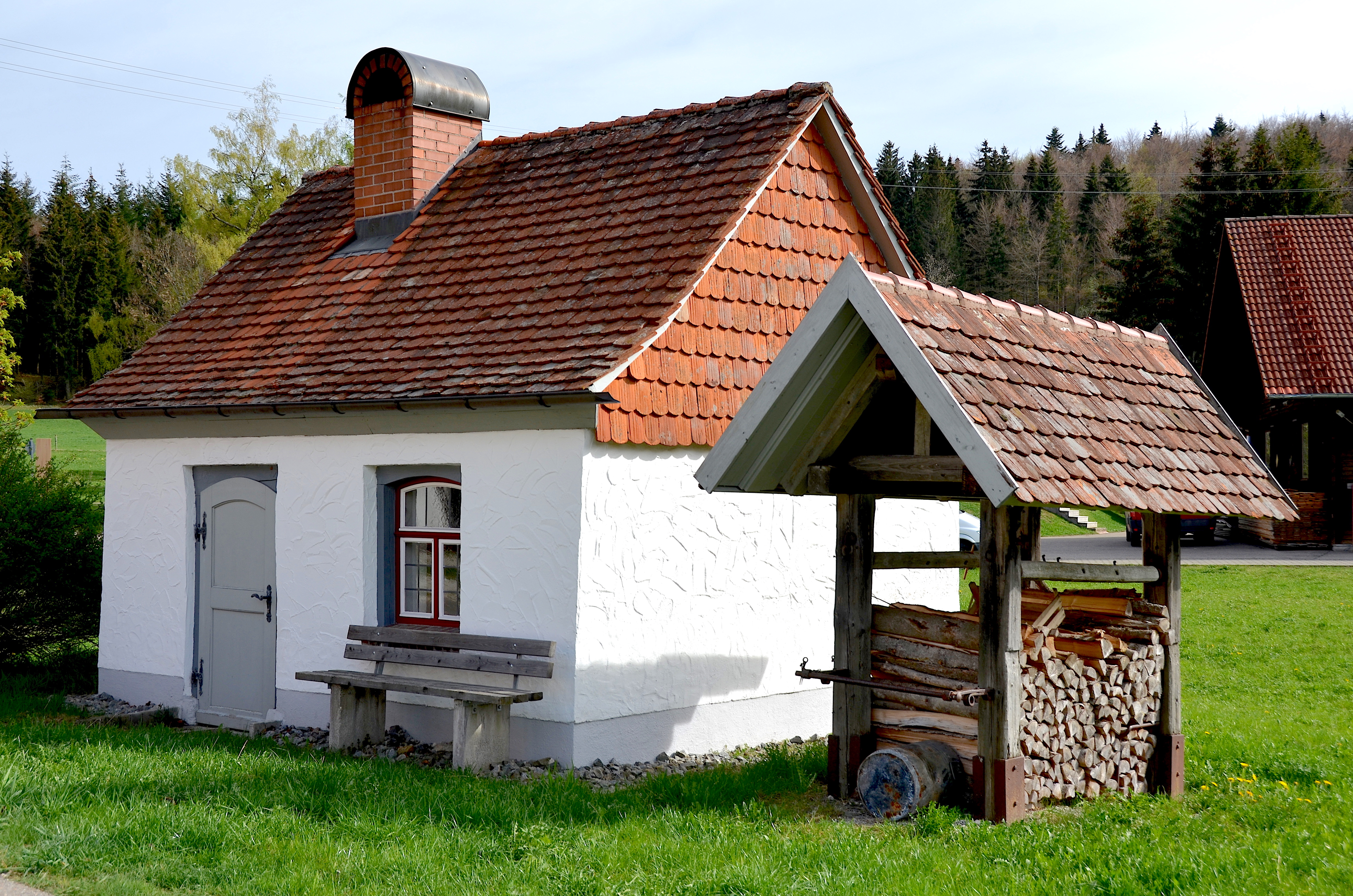
Pequenas padarias eram usadas em áreas rurais

Esta tendência tornou-se comum e, em breve, produtos de panificação foram vendidos nas ruas de Roma, Alemanha, Londres e muitos mais. Isso resultou em um sistema de entrega de mercadorias para as famílias, uma vez que a demanda por pães assados e bens aumentou significativamente. Isso provocou que os padeiros estabelecessem um lugar onde as pessoas pudessem comprar assados para si mesmos. Portanto, em Paris, a primeira padaria a céu aberto de produtos de panificação foi desenvolvida e, desde então, as padarias se tornaram um lugar comum para comprar produtos deliciosos e se reunir em todo o mundo. Na era colonial, as padarias eram comumente vistas como lugares para se reunir e socializar.
Em 7 de julho de 1928, uma padaria em Chillicothe (Missouri), introduziu o pão pré-cortado usando a máquina automática de cortar pão, inventada por Otto Frederick Rohwedder. Enquanto o pão inicialmente não conseguiu vender, devido à sua estética "desleixada", e o fato de que ele ficou obsoleto mais rápido, mais tarde se tornou popular. Na Segunda Guerra Mundial, as máquinas de cortar pão eram efetivamente proibidas, já que o metal nelas era necessário para uso em tempo de guerra. Quando foram requisitados, criando 100 toneladas de liga metálica, a decisão se mostrou muito impopular entre as donas de casa.
A Segunda Guerra Mundial afetou diretamente as indústrias de pão no Reino Unido. As escolas de panificação fechavam durante esse período, de modo que, quando a guerra terminou, houve uma ausência de padeiros habilidosos. Isso resultou em novos métodos sendo desenvolvidos para satisfazer o desejo de pão do mundo. Métodos como: adicionar produtos químicos à massa, pré-misturas e maquinaria especializada. Esses métodos antigos de cozimento foram quase completamente erradicados quando esses novos métodos foram introduzidos e se industrializaram. Os métodos antigos eram vistos como desnecessários e financeiramente inseguros, durante esse período não restavam muitas padarias tradicionais.

## Comercialização
Em muitos países, muitas mercearias e supermercados vendem "pão fatiado" (pão pré-embalado/pré-cortado), bolos e outros doces. Eles também podem oferecer panificação na loja, com produtos totalmente assados no local ou parcialmente assados antes da entrega na loja, e alguns oferecem decoração de bolo. No entanto, muitas pessoas ainda preferem obter seus produtos de panificação em uma pequena padaria artesanal, seja por tradição, pela disponibilidade de uma maior variedade de produtos de panificação, seja pela maior qualidade dos produtos característicos do comércio de panificação.